# Герб Югославії

Королівська корона Югославії

## Історія герба

### 1918—1945

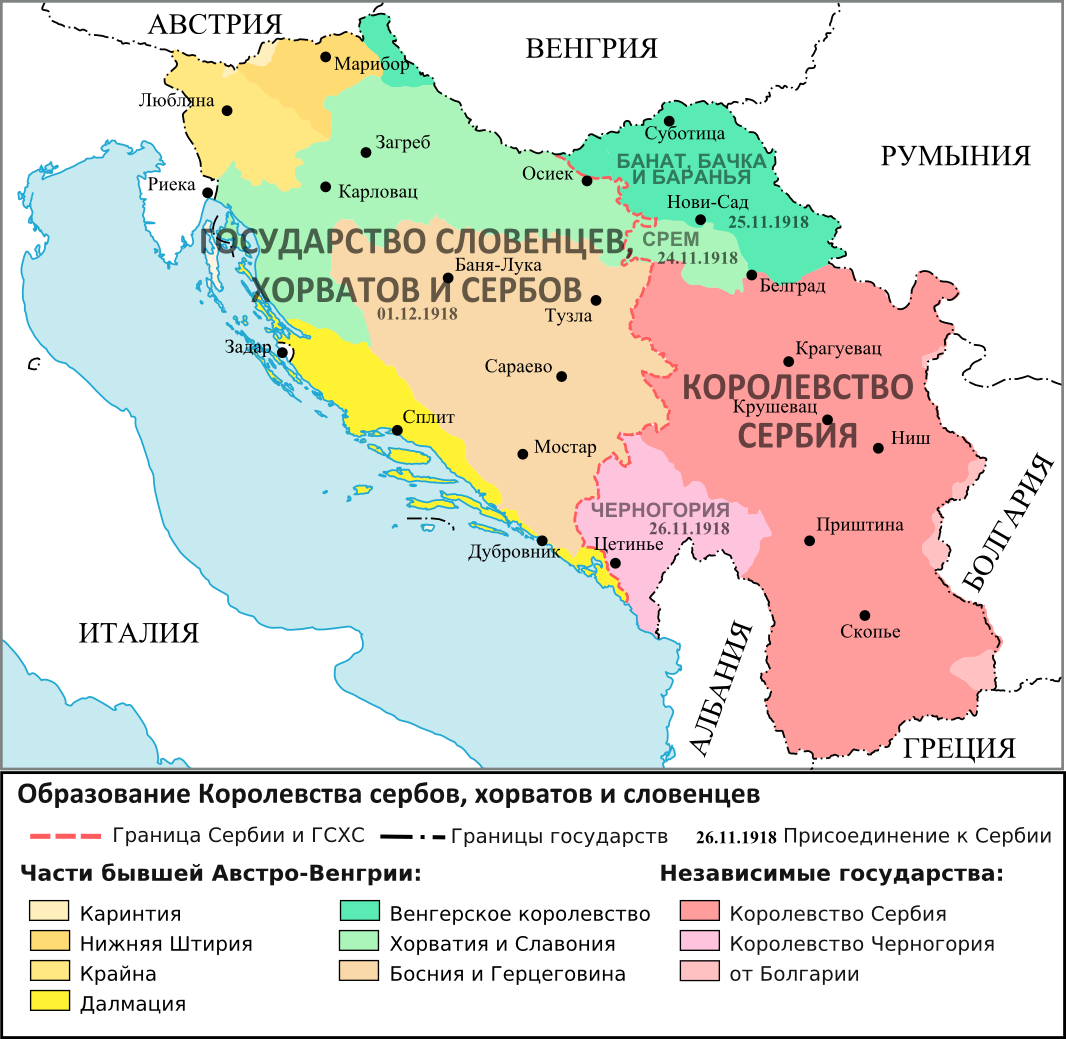
Утворення Югославії

Утворення Югославії стало підсумком складних процесів, що відбувалися на Балканах в кінці XIX — початку XX століть.
Сербський парламент, якому в ході війни довелося покинути країну, почав засідати на острові Корфу (1916). 20 липня 1917 головою Ради міністрів Сербії Ніколою Пашичем і головою югославського комітету Анте Трумбічем була підписана Корфська декларація. Вона послужила основою для створення майбутньої післявоєнної південнослов'янської держави. У преамбулі повідомлялося, що серби, хорвати і словенці «однакові по крові, по мові, по культурі, по почуттю єдності, по безмежності і цілісності власних земель, а також за загальними життєвими інтересам», проте питання про права національних меншин (македонців, албанців , угорців) описаний не був. Єдина держава була задумана як конституційна монархія, очолювана сербською династією Карагеоргієвичів.
1 грудня 1918 року, після зустрічі влади ДСХС і Сербії в Белграді відбулося об'єднання цих держав. Незадовго перед цим сербська армія зайняла Воєводину. До Сербії також була приєднана частина території ніким не визнаної Республіки Банат (інша її частина дісталася Румунії), і частина невизнаної Сербсько-Угорської Республіки Бараня-Байя.
|  | Державний герб Королівства Сербів, Хорватів і Словенців (серб. Краљевина Срба, Хрвата и Словенаца) 1918—1921 Герб Королівства Сербів, Хорватів і Словенців був прийнятий 9/22 грудня 1918 року. За основу був узятий герб королівства Сербія зразка 1882 року видозмінений відповідно до декларованим принципом рівноправності трьох слов'янських народів, що були титульними націями нового державного утворення. Герб являв собою червлений щит, на якому був зображений срібний, з золотим озброєнням, двоголовий орел, з опущеними крилами. Щиток на грудях орла перекинуто-лусковидною з двома вигинами пересічений, верхня частина розсічена; в першому полі — герб Сербії: в червоному полі срібний хрест, по одному срібному кресалу в кутах; у другому полі — герб Хорватії: поле шахово 25 разів розділене на червлень і срібло; в третьому полі — герб Словенії: в блакитному полі перекинутий рогами вгору срібний півмісяць, із золотою п'ятипроменевою зіркою над ним. Щит увінчано золотою королівською короною. Мантія пурпурна на горностаї, з золотими облямівкою, бахромою, шнурами і китицями, коронована золотою королівською короною. |
|  | Державний герб Королівства Сербів, Хорватів і Словенців 1921—1929 і Королівства Югославія (серб. Краљевина Jугославиja) 1929—1945 У 1921 році в герб були внесені невеликі зміни: в гербі Словенії замість однієї золотої п'ятипроменевої зірки з'явилися три золоті шестиконечні, а під лапами орла — золоті лілії, хоча згадки про них немає ні в конституції 1921 ні 1931 року. Цей варіант герба проіснував до падіння монархії в Югославії. Конституція Королівства Сербів, Хорватів і Словенців 1921 року Розділ I, Стаття 2 Гербом Королівства є двоголовий Білий орел в польоті, на червоному щиті. Над обома головами двоголового Білого Орла знаходиться Корона Королівства. На грудях Орла є щит, на якому зображені герби; сербський: білий хрест на червоному щиті, що має по одному кресалу в кожному кутку; хорватська: щит з 25 червоними і білими полями по черзі; словенський: на синьому щиті три золоті шестиконечні зірки. Під ними білий півмісяць. Конституція Королівства Югославія 1931 року Розділ I, Стаття 2 Гербом Королівства є двоголовий Білий Oрёл в польоті, на червоному щиті. Над обома головами двоголового Білого Орла знаходиться Корона Королівства. На грудях Орла є щит, на якому зображені: білий хрест на червоному щиті, що має по одному кресалу в кожному кутку, поруч з ним щит з 25 червоними і білими полями по черзі, а під ними синій щит з трьома золотими шестикінечної зірки і білим півмісяцем. |

### 1945—1991

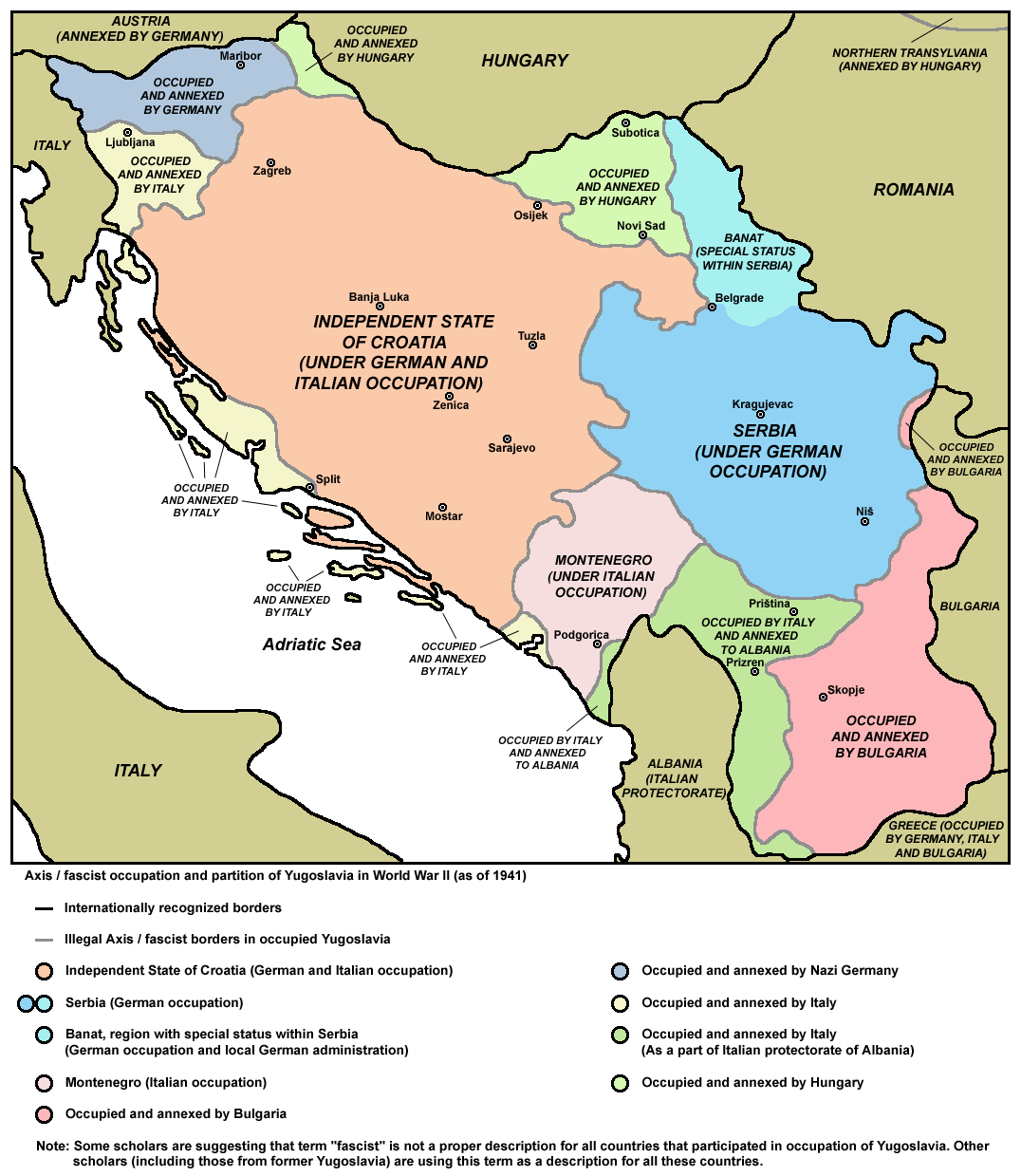
Перший поділ Югославії

У 1941 році Югославія була атакована німецькими військами і після декількох днів боїв капітулювала. Королівська родина пішла в еміграцію, а держава була розділена між переможцями і припинила своє існування.
Розділ Югославії був завершений на зустрічі міністрів закордонних справ Німеччини та Італії у Відні 21 і 22 квітня..
Територія була розділена на наступні частини: північна частина Словенії була включена до складу Німеччини; південна частина Словенії і Далмація — до складу Італії; Воєводина і північно-західна частина Словенії — до складу Угорщини; більша частина Вардарської Македонії і східні райони Сербії — до складу Болгарії; Косово і Метохія, західні райони Вардарської Македонії і східні райони Чорногорії — до складу Албанії.
Були утворені Незалежна держава Хорватія (включаючи Боснію і Герцеговину), королівство Чорногорія (трон залишився не зайнятий) і республіка Сербія. При цьому Чорногорія була окупована італійськими військами, а Сербія німецькими, але там були створені місцеві уряди і адміністративно-державні структури, а також збройні сили.
29 листопада 1943 місті Яйце (Боснія) на другій сесії Антифашистського віче народного визволення Югославії було прийнято рішення про будівництво після закінчення Другої світової війни демократичної федеративної держави югославських народів під керівництвом Комуністичної партії Югославії. Були закладені основи федеративного устрою країни з 6 республік: Сербія, Хорватія, Боснія і Герцеговина, Словенія, Македонія і Чорногорія. Королю Петру II Карагеоргієвичу заборонено повертатися в країну, а лондонський емігрантський уряд позбавлений всіх прав законного уряду Югославії.
Після звільнення країни в 1945 році Комуністична партія Югославії встановила в країні однопартійний режим, який проіснував до 1990 року.
|  | Державний герб Федеративної народної республіки Югославії (серб. Федеративна Народна Република Југославија) 1946—1963 Конституція Федеративної Народної Республіки Югославії 1946 року Частина 1, Розділ I, Стаття 3 Державний герб Федеративної Народної Республіки Югославія є поле, оточене пшеничними колосками. Колосся внизу перев'язані стрічкою, на якій написана дата 29-XI-1943. Між верхівками колосків розташована п'ятипроменева зірка. В середині поля зображені п'ять похилого положення смолоскипів, полум'я яких зливається в єдине полум'я. Конституція ФНРЮ 1946 року містить лише опис фігур емблеми, не згадуючи про їх колір. |
|  | Державний герб Соціалістичної Федеративної Республіки Югославія (серб. Социјалистичка Федеративна Република Југославија) 1963—1992 Конституція Соціалістичної Федеративної Республіки Югославія 1963 року Частина 1, Розділ I, Стаття 1 Герб Соціалістичної Федеративної Республіки Югославія є поле, оточене пшеничними колосками. Колосся внизу перев'язані стрічкою, на якій написана дата 29-XI-1943. Між верхівками колосків розташована червона п'ятипроменева зірка. В середині поля зображені шість похилого положення смолоскипів, полум'я яких зливається в єдине полум'я. В конституції СФРЮ 1963 року уточнюється колір п'ятипроменевої зірки, але нічого не говориться про кольори інших фігур або деталей. Конституція Соціалістичної Федеративної Республіки Югославія 1974 року Частина 1, Стаття 6 Герб Соціалістичної Федеративної Республіки Югославія є поле, оточене пшеничними колосками. Колосся внизу перев'язані стрічкою синього кольору, на якій написана дата 29-XI-1943. Між верхівками колосків розташована червона п'ятипроменева зірка. В середині поля зображені шість похилого положення смолоскипів, полум'я яких зливається в єдине полум'я У конституції СФРЮ 1974 року вперше згадується колір стрічки. Загальний опис фігур є лише загальним. Нічого не говориться про їх символізмі. |

### 1991—2006
|  | Державний герб Союзної Республіки Югославії 1992—2003 (серб. Савезна Република Југославија) і Державного Союзу Сербії і Чорногорії 2003—2006 (серб. Државна Заједница Србија и Црна Гора) Герб Союзної Республіки Югославії — червоний щит, на якому двоголовий срібний орел із золотими дзьобами і язиками, золотими ногами і пазурами. На грудях орла щит який складається з гербів Республіки Сербії та Республіки Чорногорії, в першому і четвертому кварталах срібний хрест на червоному полі в оточенні чотирьох кресал, а в другому і третьому кварталах на червоному полі лев що йде, з золотими язиком і кігтями. |